# Maigret se défend
Maigret se défend est un roman policier de Georges Simenon écrit du 21 au 28 juillet 1964 à Épalinges (canton de Vaud), en Suisse et publié la même année. Il fait partie de la série des Maigret.
Le roman se déroule à Paris (rue des Acacias, avenue de la Grande-Armée) dans les années 1960 ; l’enquête dure deux jours et a lieu en juin.
Le commissaire Maigret est convoqué par le préfet de police : stupéfait, il apprend qu'une plainte a été déposée contre lui pour tentative de viol par une jeune fille à laquelle il était venu en aide la veille. Elle est issue d'un milieu influent. Ambitieux, le préfet ne soutient pas Maigret et lui interdit d'enquêter. Maigret est seul face à cette cabale et fait face à des personnages de condition sociale élevée contre lesquels la justice paraît impuissante. Le lecteur se demande aussi, avec Maigret, si le « criminel à l’état pur » existe. Réponse négative : tout crime peut s’expliquer psychologiquement.

## Personnages principaux
- L'enquêteur
  - Commissaire Maigret.

- Les suspects
  - Nicole Prieur : étudiante, 18 ans.
  - François Mélan : dentiste ; célibataire ; 38 ans.
  - Mlle Motte : assistante de Mélan.
  - Manuel Palmari : ancien chef de bande criminelle et, à l’occasion, indicateur ; célibataire ; 60 ans. Le personnage apparaît aussi dans La Patience de Maigret.
  - Aline : maîtresse de Palmari, 22 ans (ce personnage apparaît aussi dans La Patience de Maigret).

- Autres personnages
  - Le préfet de police de Paris.
  - Docteur Pardon : ami de Maigret, 49 ans.

## Résumé
- Mise en place de l'intrigue

Un 27 juin, peu avant minuit, Maigret est réveillé par la sonnerie du téléphone : une jeune provinciale lui demande son aide. Arrivée à Paris le soir même, elle a suivi une amie qui l'attendait à la gare en compagnie de son « fiancé » ; elle s'est enfuie de l'appartement de son amie quand cette réunion à trois a pris des allures trop libertines. La voici perdue dans une ville inconnue : Maigret vole à son secours et la conduit dans un hôtel convenable. 
Le lendemain, Maigret est convoqué par le préfet de police. La jeune fille n'est autre que Nicole Prieur, étudiante vivant chez son oncle, maître des requêtes au Conseil d'État. Ce dernier s'est inquiété de la voir rentrer, hagarde, à huit heures et demie du matin. Nicole accuse Maigret « de l'avoir interpellée dans un café et d'avoir tenté de la séduire » ; il l'aurait traînée « de bar en bar pour la faire entrer dans une chambre d'hôtel ». L'oncle a prévenu le ministre de l'Intérieur, qui a averti le préfet de police, lequel suggère à Maigret d'offrir sa démission. 
- L'enquête

Qui donc veut écarter Maigret de ses fonctions par une mise en scène aussi machiavélique ? Le commissaire commence une enquête malgré l'interdiction formelle du préfet de police. Il porte ses soupçons sur un dentiste de la rue des Acacias, François Mélan, ami de Nicole, lorsque, le lendemain, il apprend du directeur de la P.J. qu'il a été suivi depuis la veille et qu'il lui est octroyé un « congé de maladie ». 
Dès lors, le commissaire se défend seul. Il découvre très vite que le dentiste s'était cru épié en voyant rôder dans sa rue Maigret et ses inspecteurs : en réalité, la police surveillait Palmari, truand « retraité », chef probable d'une bande de voleurs de bijoux. 
Quel méfait a poussé Mélan à attaquer Maigret ? S'agirait-il des avortements clandestins qu'il pratique depuis longtemps ? 
- Dénouement et révélations finales

Le dentiste a commis plusieurs crimes sexuels. Maigret découvre en lui un être intelligent mais dominé par la peur, victime d'un traumatisme subi dans son enfance. Ce n'est donc pas le « criminel vraiment méchant, responsable de ses actes, le criminel total » dont le commissaire disait quelques jours auparavant à son ami, le docteur Pardon, qu'il ne l'avait jamais découvert.

## Éditions
- Prépublication en feuilleton dans le quotidien Le Figaro, n° 6291-6314, du 20 novembre au 17 décembre 1964
- Édition originale : Presses de la Cité, 1964
- Tout Simenon, tome 12, Omnibus, 2003  (ISBN 978-2-258-06053-1)
- Livre de Poche, n° 14319, 2007  (ISBN 978-2-253-14319-2)
- Tout Maigret, tome 8, Omnibus,  2019  (ISBN 978-2-258-15049-2)

## Adaptations
- Sous le titre Maigret in de verdediging, téléfilm néerlandais avec Jan Teulings, diffusé en 1967.
- Sous le titre Maigret sotto inchiesta, téléfilm italien avec Gino Cervi, diffusé en 1968.
- Sous le titre Maigret at Bay, téléfilm anglais avec Rupert Davies, diffusé en 1969.
- Maigret se défend, téléfilm français de Georges Ferraro avec Jean Richard, diffusé en 1984.
- Sous le titre Maigret on the Defensive, téléfilm anglais de Stuart Burge avec Michael Gambon, diffusé en 1993.
- Maigret se défend, téléfilm français d'Andrzej Kostenko avec Bruno Cremer, diffusé en 1993.

## Source bibliographique
- Maurice Piron, Michel Lemoine, L'Univers de Simenon, guide des romans et nouvelles (1931-1972) de Georges Simenon, Presses de la Cité, 1983, p. 380-381  (ISBN 978-2-258-01152-6)